# NK Lokomotiva Zagreb
NK Lokomotiva Zagreb je chorvatský fotbalový klub ze Záhřebu založený roku 1914, letopočet založení je i v klubovém emblému. V oválném klubovém logu se nachází fotbalový míč a parní lokomotiva. Klubové barvy jsou modrá a bílá.
Klub hraje nejvyšší soutěž Prva hrvatska nogometna liga. Domácí zápasy hraje na stadionu Kranjčevićeva s kapacitou 8 850 diváků.